# 聖エウフェミア
エウフェミア（ギリシア語: Ευφημία）は伝統的なすべてのキリスト教教会の聖人。聖女エウペミアとも。正教会では聖大致命女エウフィミヤと表記される。記念日は9月16日（ユリウス暦を使用する教会では9月24日に相当）である。殉教者（致命者）として知られ、303年に殉教（致命）したとされる。
エウフェミアはアレースへ供物を捧げることを拒否したために捕らえられ、いくつもの拷問の後、カルケドンの闘技場で熊に受けた傷により殉教した。
エウフェミアが埋葬された場所は後に巡礼地となった。エウフェミアの姿はライオンと共に、車輪や十字架を持つ姿などで描かれる。

## 歴史的背景
エウフェミアの名前と没年は5世紀にヒエローニュムス殉教録において言及されている。
303年はディオクレティアヌス統治下のローマ帝国による最後の大迫害の最初の年であった。
Fasti vindobonensesにおいては10月16日に殉教したとされている。
この他にエウフェミアについて検証可能な歴史的文書は存在していない。
エウフェミアの名と聖人伝はヤコブス・デ・ウォラギネの『黄金伝説』に記されることにより有名となった。

## 聖人伝

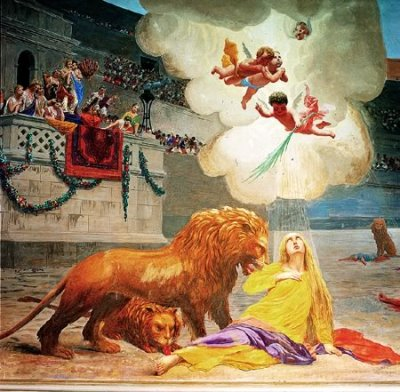
聖エウフェミアの殉教

聖エウフェミア, （アンドレア・マンテーニャ, テンペラ画, 1454年）

エウフェミアはカルケドンで、元老院議員であったフィロフロノスとその妻であるテオドージアの間に生まれたとされる。
伝承によると、カルケドンの知事であったプリスコスは市民全員に非キリスト教の祭りに参加しアレースに供物を捧げるよう命令を出した。
エウフェミアは知事の命令を無視し、隠れてキリスト教の神に祈りを捧げているところを、49人のキリスト教徒と共に発見されて捕まった。
彼らは19日間に渡り拷問されたが、誰も信仰を捨てなかった。
プリスコスは彼らの中で一番若かったエウフェミアを仲間から引き離し、拷問により信仰を放棄させようとした。
エウフェミアは鋭いナイフと共に車輪に縛り付けられたが、彼女が主に祈ると車輪は止まり、天使が現れ傷を癒した。
火の中に放り込まれても、ナイフでいっぱいの穴の上を歩いても彼女に傷はつかなかった。
エウフェミアは猛獣により殺される刑を宣告され、彼女を殺すための猛獣が待つ闘技場へ入れられた。
処刑の前にエウフェミアは自らの苦難と殉教を神に祈った。ライオンは彼女を殺すことはなく、ただ彼女の傷を舐めるだけであった。
最後に野生の熊から足に小さな傷を与えられ、彼女は死んだとされている。
4世紀末にカルケドンのエウフェミアの墓の上にバシリカが建設された。451年のカルケドン公会議はこの聖堂で開催された。

## カルケドン公会議でおきた奇跡
コンスタンティノープルのシナクサリオン（Synaxarion）によると次のように伝えられている。
451年にカルケドン公会議が開催された際、合性論派（のちの非カルケドン派正教会）と両性論派（カルケドン派・のちのギリシャ正教系正教会などの母体）が議論したが決定的な合意には至らなかった。合性論派と両性論派がそれぞれの信仰告白を書いた巻物を、棺の中に眠る聖エウフェミアの胸の上に置いて蓋を閉めた。3日後に再び蓋を開けたところ、両性論派の巻物が右手にあり、合性論派の巻物は足元にあった。

## 聖遺物

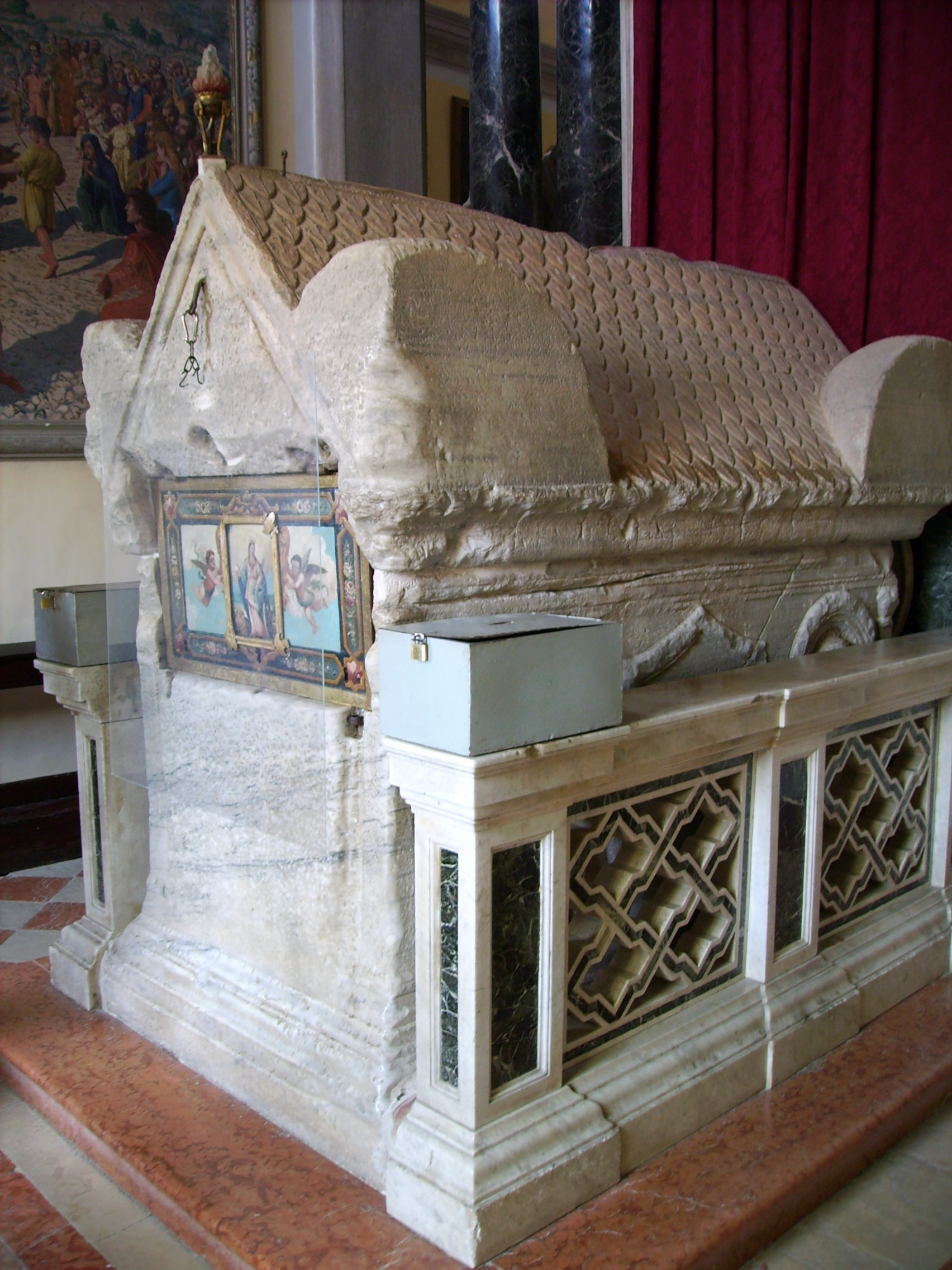
棺に納められた聖エウフェミアの聖遺物（クロアチア、ロヴィニ）

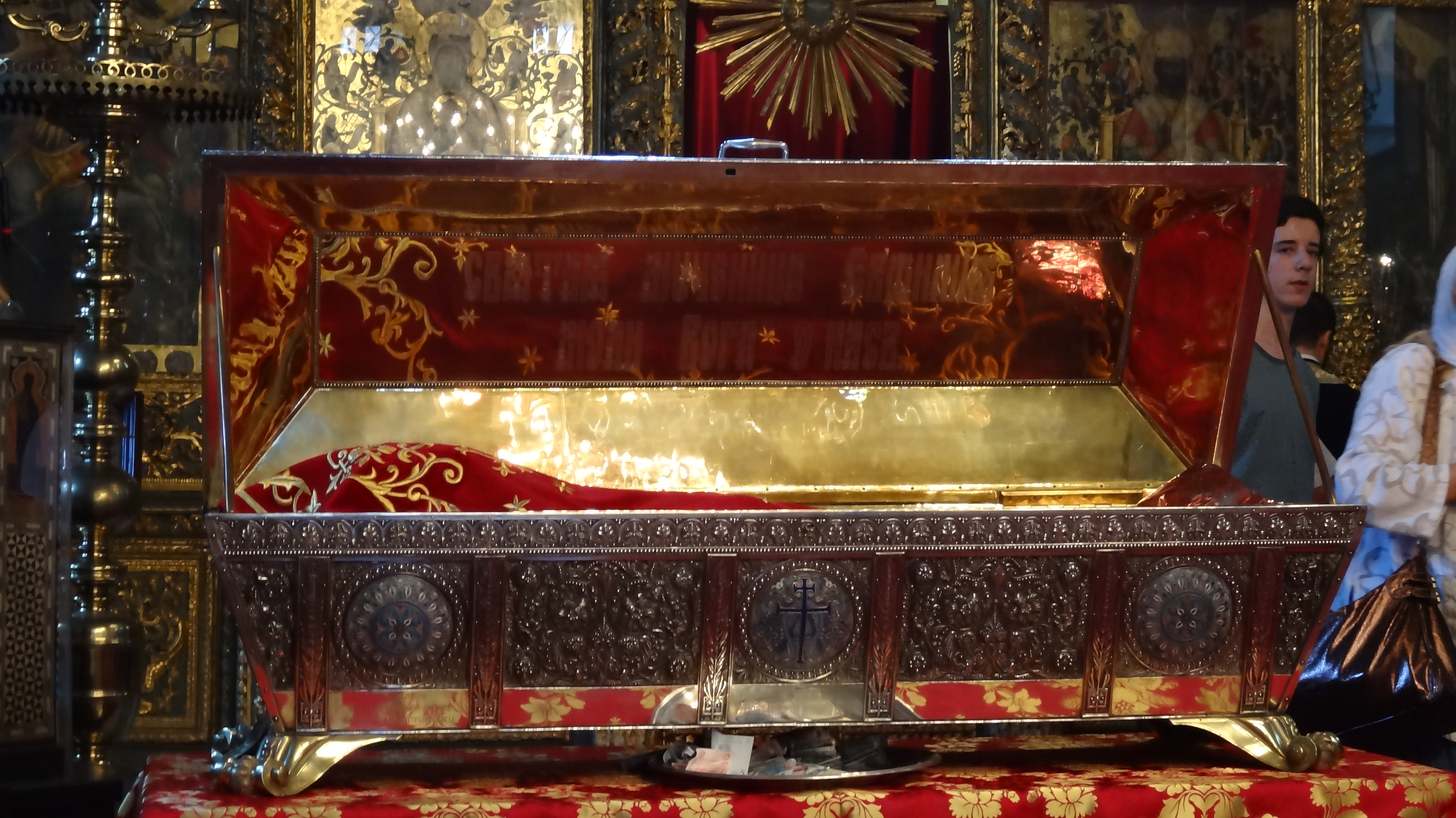
ロシアで作られた聖骨箱（聖ゲオルギオス大聖堂 (コンスタンディヌーポリ)）

ディオクレティアヌスによるキリスト教徒への迫害が終わると、エウフェミアの聖遺物は黄金の棺に納められ、エウフェミアを讃える為に建設された教会に置かれた。数世紀に渡り多くの巡礼者がこの教会を訪れた。
617年にはホスロー1世によりペルシア帝国がカルケドンを征服していた。その為、620年頃にコンスタンティノープルの新しい教会に聖遺物が移された。
聖像（イコン）崇敬派への迫害の中で、エウフェミアの聖骨箱は海に投げ込まれたと伝えられたが、正教会派で船の持ち主であった二人の兄弟によって回収され、地元の司教によって隠された。
後にレムノス島に運ばれ、796年にはコンスタンティノープルに戻された。
現在のところ、聖エウフェミアの主な聖遺物はイスタンブールにある聖ゲオルギオス大聖堂に存在する。
また、聖エウフェミアの棺があるとされるロヴィニの聖エウフェミア教会に掲げられている刻板には次のように記されている。